# 北村道子
北村 道子（きたむら みちこ、1949年 - ）は、日本のスタイリスト、衣裳デザイナー。石川県金沢市出身。フリーランスで活動。

## 人物・来歴
10代の頃にはサハラ砂漠やアメリカ大陸などを放浪する旅に出た。その後パリに約1年間滞在。パリで観た黒澤明の映画『蜘蛛巣城』に衝撃を受ける。
1975年頃（30歳頃）より活動し、1986年フリーランスとなる。主に映画界で活躍するほか、宇多田ヒカルやUAなどのアーティストや、NHK『ドレミノテレビ』での衣裳も担当する。また映画『アカルイミライ』（監督・黒沢清）のメイキングフィルム『曖昧な未来、黒沢清』（2002年）では、製作スタッフとして自身が出演している。舞台作品では、日本のダンスカンパニーDAZZLE(ダズル)の公演衣裳を『Re:d』『花ト囮』の2度にわたって手がけている。
『妖怪大戦争』での豊川悦司（加藤保憲役）と栗山千明（アギ役）の2人に関しては、彼ら専属のスタイリストとして映画にクレジットされている。

## フィルモグラフィ
- それから（1985）
- キッチン（1989）
- 幻の光（1995）
- 東京日和（1997）
- あ、春（1998）
- 双生児 -GEMINI-（1999）
- 殺し屋1（2001）
- 水の女（2002）
- アカルイミライ（2003）
- DEAD END RUN（2003）
- トーリ 第2話「心の刀」（V） （2004）
- トーリ 第5話 「or」 （V） （2004）
- CASSHERN（2004）
- 恋の門（2004）
- 東京ゾンビ（2005）
- 46億年の恋（2005）
- メゾン・ド・ヒミコ（2005）
- 乱歩地獄（2005）
- 妖怪大戦争（2005）
- インプリント ぼっけえ、きょうてえ（2005）
- 笑う大天使（2006）
- スキヤキ・ウエスタン ジャンゴ（2007）

## ビブリオグラフィ
いずれも作品集である。
- 『Tribe 北村道子作品集』、朝日出版社、1995年9月 ISBN 425595027X
- 『衣裳術』、リトル・モア、2008年2月22日 ISBN 4898152333
- 『衣裳術 2』、リトル・モア、2018年12月10日 ISBN 4898154972